# Генеральмузикдиректор
Генеральмузикдиректор (нем. Generalmusikdirektor, также в варианте лат. director musices) — должность музыкального руководителя в австро-германской традиции XVIII—XX веков.
Собственно, нем. Musikdirektor и есть «музыкальный руководитель», и первоначально это слово свободно сочеталось с различными названиями институций: нем. Universitätsmusikdirektor «музыкальный руководитель университета», нем. Diözesanmusikdirektor «музыкальный руководитель прихода» и т. п. Однако специфическое значение оно приобрело в случае нем. Stadtmusikdirektor — «музыкальный руководитель города» — и разновидности нем. Generalmusikdirektor, применявшейся в наиболее крупных городах (впервые, видимо, к Гаспаре Спонтини в Берлине в 1819 году).
В условиях королевской или княжеской столицы музыкальный руководитель города нёс ответственность за широкий круг вопросов, выполнял одновременно административные (организация концертов), исполнительские (дирижёр, капельмейстер) и творческие (композитор) функции. Позднее, в XIX веке, в обязанности генеральмузикдиректора входило руководство одновременно несколькими городскими музыкальными коллективами — симфоническим оркестром, оперной труппой, хором (но не написание музыки для них).
В XX—XXI в. в Германии (также в довоенной Австрии) Generalmusikdirektor — почётная должность для музыкального руководителя в некоторых организациях (например, для главного дирижёра в Немецкой государственной опере на Унтер-ден-Линден).